# San José (Copán)
San José é um município de Honduras, localizado no departamento de Copán.